# Voxna–Lobonäs Järnväg
Voxna-Lobonäs Järnväg (VLJ) var en 802 mm smalspårig
järnväg mellan Voxna vid Dala–Hälsinglands Järnväg (DHdJ) och Lobonäs i Voxna landskommun. Banan var 28,9 kilometer lång, följde Voxnans dalgång och ägdes av Voxna-Lobonäs järnvägsaktiebolag, Voxnabruk.

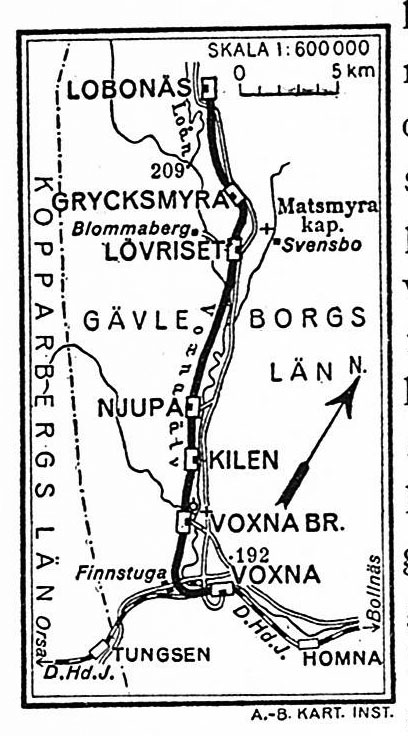
VLJ. Karta 1926.

## Bakgrund och byggnad
När DHdJ blev byggd till Voxna 1899 och vidare till Orsa 1900 undersökte Ljusne-Woxna AB, som ägde mycket skogsmark norr om Voxna, kostnaden för en smalspårig järnväg. Den var för hög, men Nora Bergslags Järnväg (NBJ) som ägde den smalspåriga 802 mm Bredsjö–Degerfors Järnväg (BDJ) fick tillstånd att lägga ner BDJ och därmed blev begagnat material tillgängligt 1907. 
Banan, som utrustades med begagnat material, kostnadsberäknades till 350 000 kronor vilket gjorde det ekonomiskt möjligt att bygga VLJ. Ljusne-Woxna AB tecknade aktier för 400 000 kronor och styrelseordföranden greve W. von Hallwyl, som hade sökt koncessionen, tecknade personligen aktier för 400 kronor. Arbetena påbörjades sommaren 1907 och koncessionen, som erhölls den 6 september 1907, överfördes till det nya järnvägsbolaget. De två större broarna inköptes begagnade från Stockholm–Rimbo Järnväg respektive Nora–Karlskoga Järnväg. Tillstånd för allmän trafik erhölls den 10 november 1908. Den bokförda byggkostnaden var 1919 550 000 kronor.

## Rullande material
Den största besparingen medförde köpet av begagnade fordon från BDJ. WLJ köpte två begagnade tanklok tillverkade av Helsingborgs Mekaniska Verkstad 1899 och 1900. En begagnad personvagn inköptes från BDJ och två nytillverkades av ASJ. Det fanns även en resgodsvagn med en ångfinka för uppvärmning av personvagnarna och en vanlig resgodsvagn. Av godsvagnarna från BDJ var två täckta, 30 öppna och 14 boggivagnar avsedda för träkolstransport. Ytterligare en täckt vagn köptes in 1914. Ett antal mindre godsvagnsunderreden anskaffades även från BDJ, på vilka WLJ 1909 lät ASJ bygga överdelar för två boggivagnar avsedda för timmertransport. Det mesta av det rullande materialet såldes till Hällefors-Fredriksbergs Järnvägar(HFJ) när BDJ blev nedlagd.

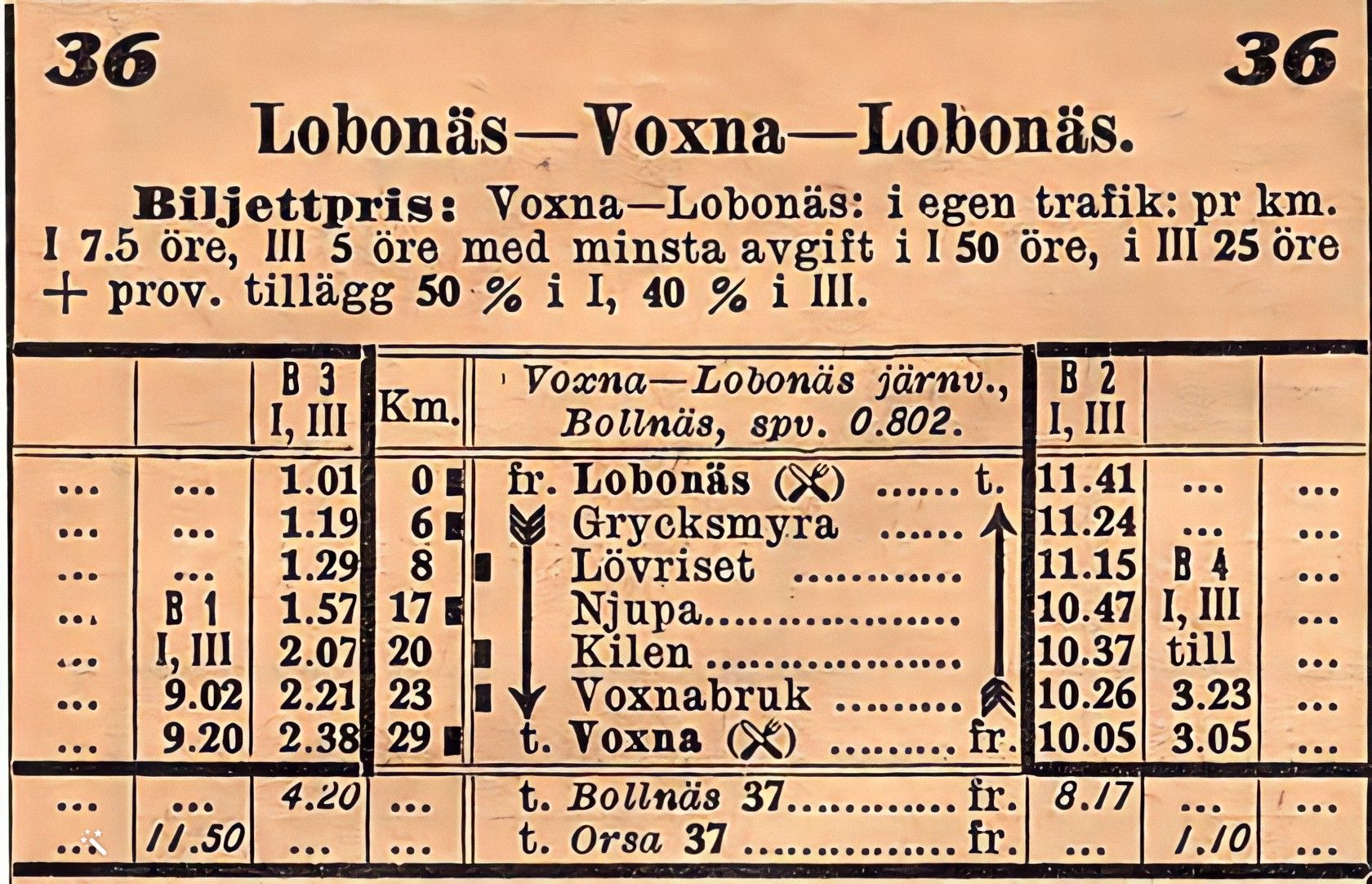
Tidtabell 1925.

## Trafik
Banan trafikerades av blandade tåg med både godsvagnar och personvagnar. Resan mellan Voxna och Lobonäs tog 1930 styvt en och en halv timma. Godset bestod av trävaror såsom ved, träkol, stubbar och rötter. Den stora godskunden var Ljusne-Woxna AB. Träkol framställdes lokalt i kolmilor och kördes till kolhus i Njupa och Grycksmyra för vidare transport till Lobonäs och omlastning till DHdJ. I Voxna fanns det ett treskensspår för kolhanteringen och vid Voxna bruk ett kort stickspår till brädgården. Banans grusgrop fanns vid Kilen.

## Avveckling
I slutet på 1920-talet, efter att Ströms Bruks AB hade förvärvat aktiemajoriteten i Ljusne-Woxna AB, visade bolagets beräkningar att BDJ inte längre var lönsam. BDJ begärde att få upphöra med trafiken och lägga ner järnvägen. Detta beviljades då det inte inkom några protester vare sig från Voxna landskommun eller från länsstyrelsen i Gävleborgs län. Det sista ordinarie tåget avgick den 30 november 1932 och banan revs sommaren 1933.
Det mesta av järnvägen är borta. Större delen av banvallen är ombyggd bilväg från Voxna bruk och till bron över Voxnan nedströms Vinströmmen. Kvar finns brofästena, resten av banvallarna strax före bron och sträckan efter bron till Lobonäs, stationshuset i Lobonäs och järnvägsbyggnader vid stationerna Voxna och Voxna bruk.